# Lucas Tramèr
Lucas Jon Tramèr (Ginebra, 1 de septiembre de 1989) es un deportista suizo que compitió en remo.
Participó en dos Juegos Olímpicos de Verano, obteniendo una medalla de oro en Río de Janeiro 2016, en la prueba de cuatro sin timonel ligero, y el quinto lugar en Londres 2012, en la misma prueba.
Ganó tres medallas de oro en el Campeonato Mundial de Remo entre los años 2013 y 2015, y cinco medallas en el Campeonato Europeo de Remo entre los años 2010 y 2016.

## Palmarés internacional
| Juegos Olímpicos   | Juegos Olímpicos            | Juegos Olímpicos  | Juegos Olímpicos          |
| Año                | Lugar                       | Medalla           | Prueba                    |
| ------------------ | --------------------------- | ----------------- | ------------------------- |
| 2016               | Río de Janeiro (Brasil)     | Medalla de oro    | Cuatro sin timonel ligero |
| Campeonato Mundial |                             |                   |                           |
| Año                | Lugar                       | Medalla           | Prueba                    |
| 2013               | Chungju (Corea del Sur)     | Medalla de oro    | Dos sin timonel ligero    |
| 2014               | Ámsterdam (Países Bajos)    | Medalla de oro    | Dos sin timonel ligero    |
| 2015               | Aiguebelette (Francia)      | Medalla de oro    | Cuatro sin timonel ligero |
| Campeonato Europeo |                             |                   |                           |
| Año                | Lugar                       | Medalla           | Prueba                    |
| 2010               | Montemor-o-Velho (Portugal) | Medalla de bronce | Cuatro sin timonel ligero |
| 2013               | Sevilla (España)            | Medalla de oro    | Dos sin timonel ligero    |
| 2014               | Belgrado (Serbia)           | Medalla de oro    | Dos sin timonel ligero    |
| 2015               | Poznań (Polonia)            | Medalla de oro    | Cuatro sin timonel ligero |
| 2016               | Brandeburgo (Alemania)      | Medalla de oro    | Cuatro sin timonel ligero |